# White City (Illinois)
White City és una població dels Estats Units a l'estat d'Illinois. Segons el cens del 2000 tenia 221 habitants.

## Demografia
Segons el cens del 2000, White City tenia 221 habitants, 90 habitatges, i 56 famílies. La densitat de població era de 69,9 habitants/km².
Dels 90 habitatges en un 28,9% hi vivien nens de menys de 18 anys, en un 41,1% hi vivien parelles casades, en un 14,4% dones solteres, i en un 36,7% no eren unitats familiars. En el 32,2% dels habitatges hi vivien persones soles el 14,4% de les quals corresponia a persones de 65 anys o més que vivien soles. El nombre mitjà de persones vivint en cada habitatge era de 2,46 i el nombre mitjà de persones que vivien en cada família era de 3,11.
Per edats la població es repartia de la següent manera: un 27,1% tenia menys de 18 anys, un 7,2% entre 18 i 24, un 28,5% entre 25 i 44, un 20,8% de 45 a 60 i un 16,3% 65 anys o més.
L'edat mediana era de 38 anys. Per cada 100 dones de 18 o més anys hi havia 91,7 homes.
La renda mediana per habitatge era de 26.000 $ i la renda mediana per família de 42.500 $. Els homes tenien una renda mediana de 45.313 $ mentre que les dones 16.875 $. La renda per capita de la població era de 14.826 $. Aproximadament el 15,2% de les famílies i el 19,3% de la població estaven per davall del llindar de pobresa.

## Poblacions properes
El següent diagrama mostra les poblacions més properes.